# Nyctiophylax angarensis
Nyctiophylax angarensis là một loài Trichoptera trong họ Polycentropodidae. Chúng phân bố ở miền Cổ bắc.